# Route 575 (Nouveau-Brunswick)
Pour les articles homonymes, voir Route 575.
La route 575 est une route locale du Nouveau-Brunswick située dans l'ouest de la province, à l'est de Hartland et au nord-est de Woodstock. Elle traverse une région mixte, tant vallonneuse qu'agricole. De plus, elle mesure 15 kilomètres, et est pavée sur toute sa longueur.

## Tracé
La 575 débute juste au sud-est de Hartland, sur la route 105. Elle ne fait que se diriger vers l'est pendant 15 kilomètres, en possédant de nombreuses courbes et en traversant Pole Hill, jusqu'à Cloverdale, où elle se termine sur la route 104. 

## Intersections principales
| route 575         |            |    |                                                  |                           |
| Comté             | Location   | km | Intersection/Destinations                        | Notes                     |
| Comté de Carleton | Hartland   | 0  | R-105, Hartland centre, Florenceville, Woodstock | extrémité ouest de la 575 |
| Comté de Carleton | Hartland   | 1  | Chemin East Brighton sud, East Brighton          |                           |
| Comté de Carleton | Cloverdale | 15 | R-107, Lower Windsor, Millville                  | extrémité est de la 575   |